# Vinho de gelo

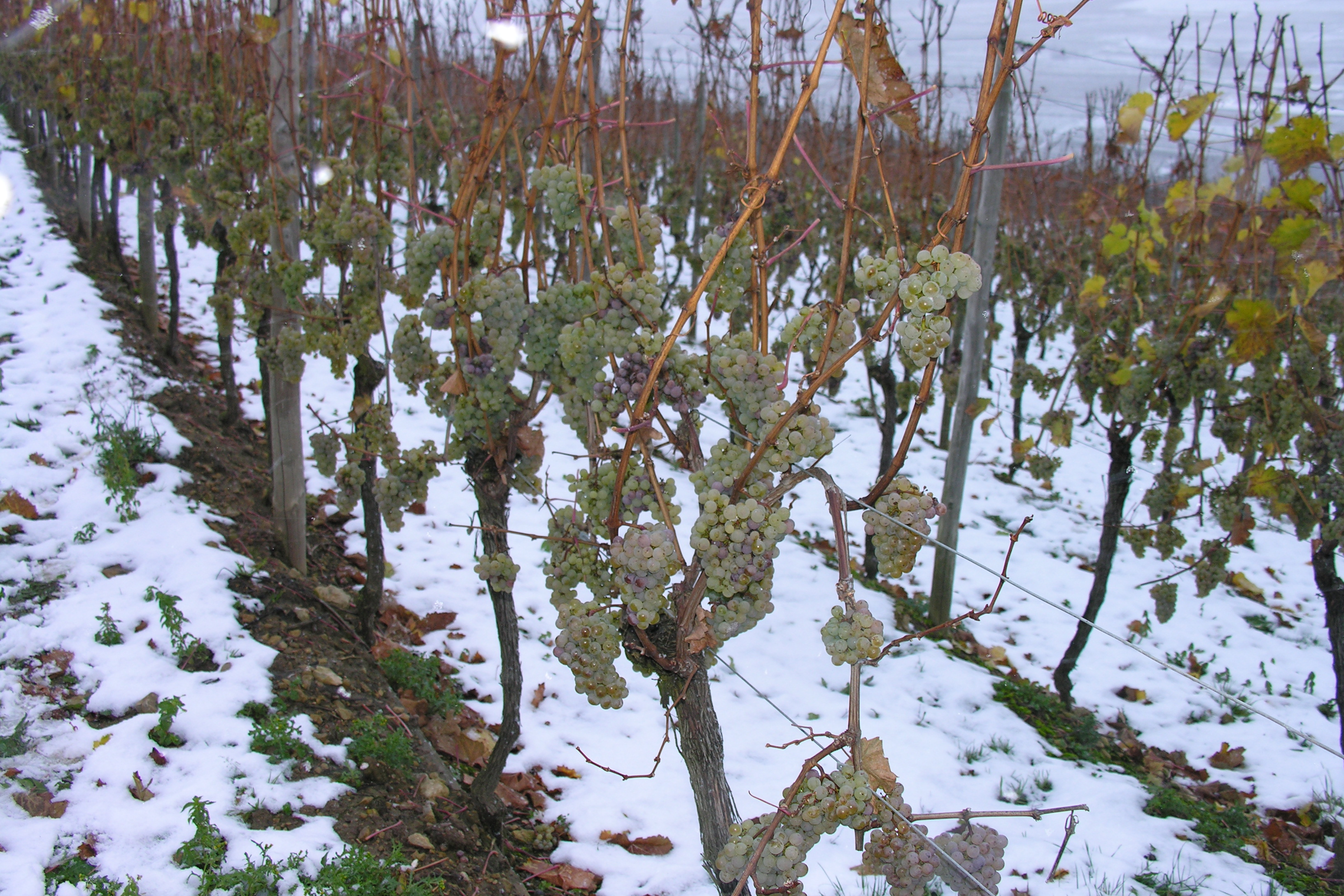
Videiras em Luxemburgo sendo cultivadas para vinho de gelo

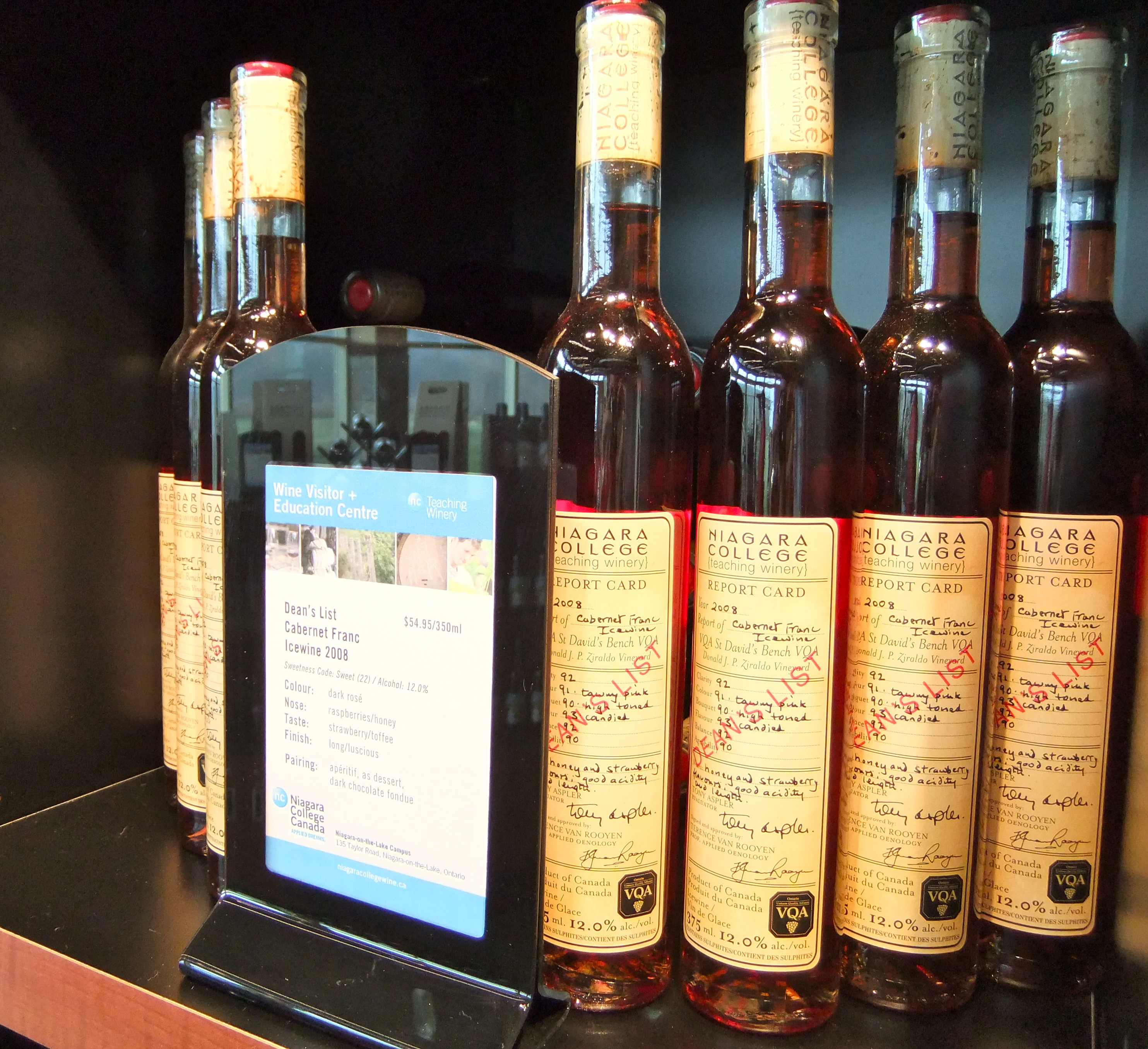
Vinhos de gelo produzidos na Niagara College Teaching Winery

O vinho de gelo (ice wine em inglês; em alemão: Eiswein) é um tipo de vinho de sobremesa produzido a partir de uvas que foram congeladas enquanto ainda estavam na videira. Os açúcares e outros sólidos dissolvidos não congelam, mas a água sim, permitindo a formação de um suco de uva mais concentrado. O mosto das uvas é então prensado a partir das uvas congeladas, resultando em uma quantidade menor de suco mais concentrado e muito doce. Nos vinhos de gelo, o congelamento ocorre antes da fermentação, e não depois. Diferentemente das uvas com as quais são produzidos outros vinhos de sobremesa, como Sauternes, Tokaji ou Trockenbeerenauslese, as uvas para ice wine não costumam ser afetadas pela Botrytis cinerea ou podridão nobre, pelo menos não em grande escala. Somente as uvas saudáveis se mantêm em boa forma até que surja a oportunidade de uma colheita de vinho de gelo, que, em casos extremos, pode ocorrer após o Ano Novo, no calendário do hemisfério norte. Isso dá ao vinho de gelo sua doçura refrescante característica, equilibrada por alta acidez. Quando as uvas estão livres de Botrytis, diz-se que elas chegam "limpas". Isso resulta em um vinho muito complexo e doce. Grande parte do vinho de gelo é produzido com as uvas Riesling, Vidal, Cabernet Franc e Cabernet Sauvignon, mas também há vinho de gelo produzido com Syrah, Merlot, Sangiovese e outras.
A produção de vinho de gelo é arriscada (a geada pode não chegar antes de as uvas apodrecerem ou se perderem) e exige a disponibilidade de uma força de trabalho grande o suficiente para colher toda a safra em poucas horas, a qualquer momento, na primeira manhã fria o suficiente. As uvas para o ice wine só devem ser colhidas quando estiverem congeladas naturalmente e a temperatura deve ser de -8 °C ou menos quando forem colhidas. Isso faz com que quantidades relativamente pequenas de vinho de gelo sejam produzidas em todo o mundo, tornando os vinhos de gelos geralmente caros.
A produção de vinho de gelo é limitada à minoria das regiões vinícolas do mundo onde se pode esperar que as temperaturas frias necessárias sejam atingidas com alguma regularidade. O Canadá é o maior produtor mundial de vinhos de gelo, produzindo um volume maior de vinho de gelo do que todos os outros países juntos, seguido pela Alemanha.

## Histórico
Há indícios de que uvas congeladas eram usadas para fazer vinho na época romana. Plínio, o Velho (23 a 79 d.C.) escreveu que certas variedades de uvas não eram colhidas antes da ocorrência da primeira geada. O poeta Marcial recomendou que as uvas fossem deixadas na videira até novembro ou até que estivessem duras com a geada. Detalhes sobre a vinificação e a descrição desses vinhos são desconhecidos. Não se pode descartar completamente a possibilidade de que as descrições se refiram a vinhos de uvas secas, um estilo comum de vinho na época romana, em que as uvas semelhantes a uvas passas ("vinho de palha") eram colhidas tarde o suficiente para que a primeira geada tivesse caído. Em ambos os casos, o método parece ter sido esquecido mais tarde. O vinho de Chiomonte, no Val di Susa, era popular na época romana e essa cidade ainda hoje produz um dos poucos vinhos de gelo da Itália.

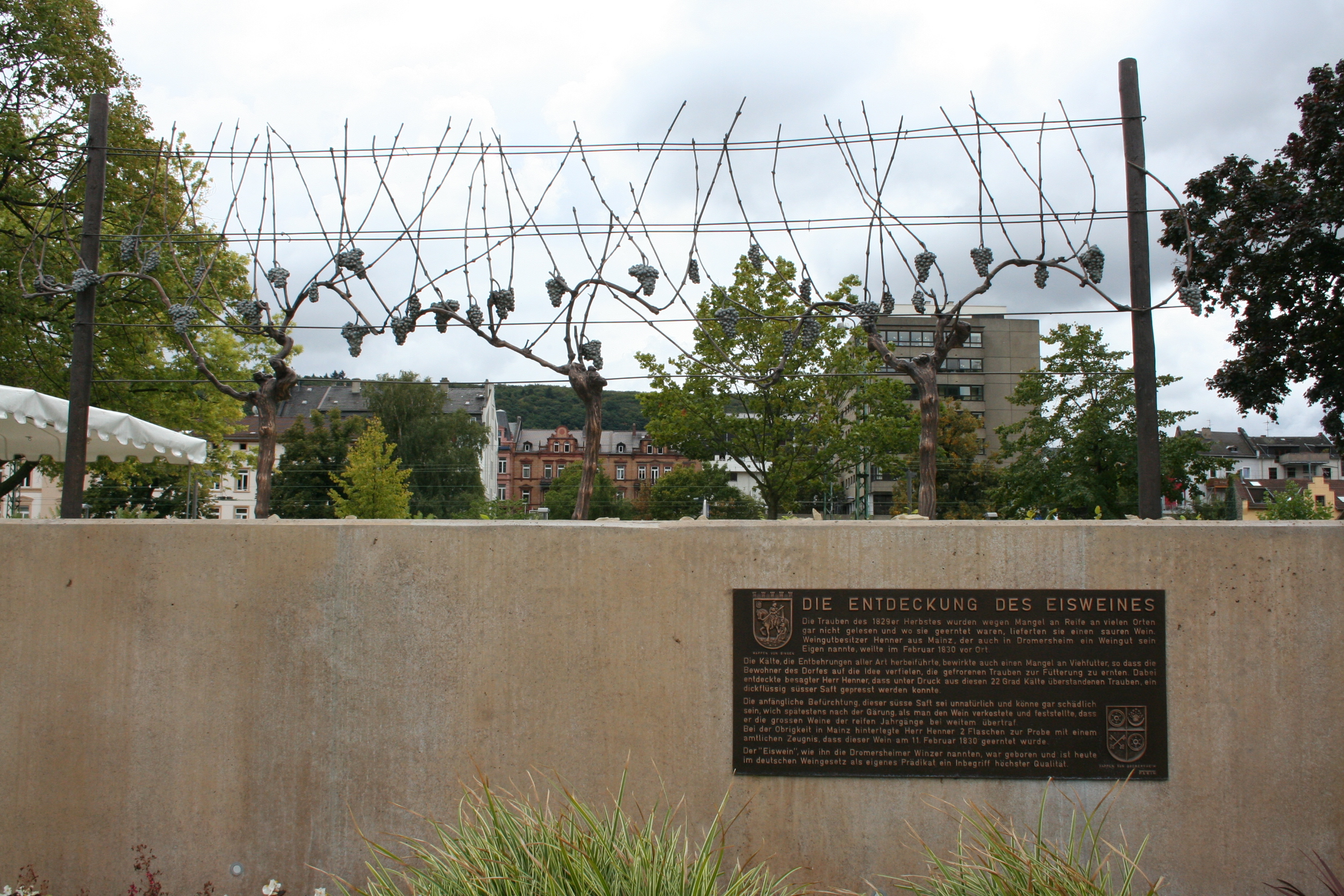
Monumento em comemoração à primeira colheita de vinho de gelo em Bingen, em 1830

Acredita-se que o primeiro vinho de gelo pós-romano tenha sido produzido na Francônia em 1794. Existe uma documentação melhor sobre uma colheita de vinho de gelo em Dromersheim, perto de Bingen, em Rheinhessen, em 11 de fevereiro de 1830. As uvas eram da safra de 1829. Aquele inverno foi rigoroso e alguns viticultores tiveram a ideia de deixar as uvas penduradas na videira para serem usadas como forragem para animais. Quando se percebeu que essas uvas produziam um mosto muito doce, elas foram prensadas e foi produzido um vinho de gelo. Os vinhos doces produzidos a partir de uvas colhidas tardiamente estavam bem estabelecidos como o estilo de vinho alemão mais valorizado no início do século XIX, após a descoberta do Spätlese no Schloss Johannisberg, em Rheingau, em 1775, e a subsequente introdução da designação Auslese. Esses vinhos geralmente eram produzidos a partir de uvas afetadas pela podridão nobre. Portanto, Eiswein é um estilo de vinho alemão mais recente do que os vinhos botrytizados.

### Alemanha
Durante todo o século XIX e até 1960, as safras de Eiswein eram raras na Alemanha. Apenas seis safras do século XIX com colheitas de Eiswein foram documentadas, incluindo 1858, o primeiro desse vinho no Schloss Johannisberg. Houve pouco esforço para produzir sistematicamente esses vinhos durante esse período, e sua produção foi provavelmente o resultado raro de condições climáticas extremas. Foi a invenção da prensa pneumática que tornou prática a produção de vinho de gelo e levou a um aumento substancial na frequência e na quantidade da produção.
A produção de vários vinhos alemães de gelo começou a aumentar em 1961, e a popularidade do vinho cresceu nos anos seguintes. A produção foi auxiliada por outras invenções tecnológicas na forma de iluminação elétrica acionada por geradores portáteis (para auxiliar a colheita nas horas frias da escuridão do início da manhã, antes do nascer do sol e do descongelamento das uvas) e alarmes de temperatura controlados remotamente. Após o descongelamento, as uvas se deterioram rapidamente, pois os cristais de gelo destroem as paredes celulares. Portanto, a colheita deve ser concluída em poucas horas, na primeira manhã que estiver fria o suficiente. Filmes plásticos são usados para "embalar" as videiras durante o período de espera entre o amadurecimento e a primeira geada para proteger as uvas maduras de serem comidas por animais selvagens.

### Canadá
O vinho de gelo foi produzido pela primeira vez no Vale de Okanagan, na Colúmbia Britânica, pelo imigrante alemão Walter Hainle, em 1972. Este ice wine foi o resultado de uma geada precoce e inesperada, e rendeu 40 litros de vinho, que Hainle originalmente não pretendia vender, mas acabou vendendo em 1978.

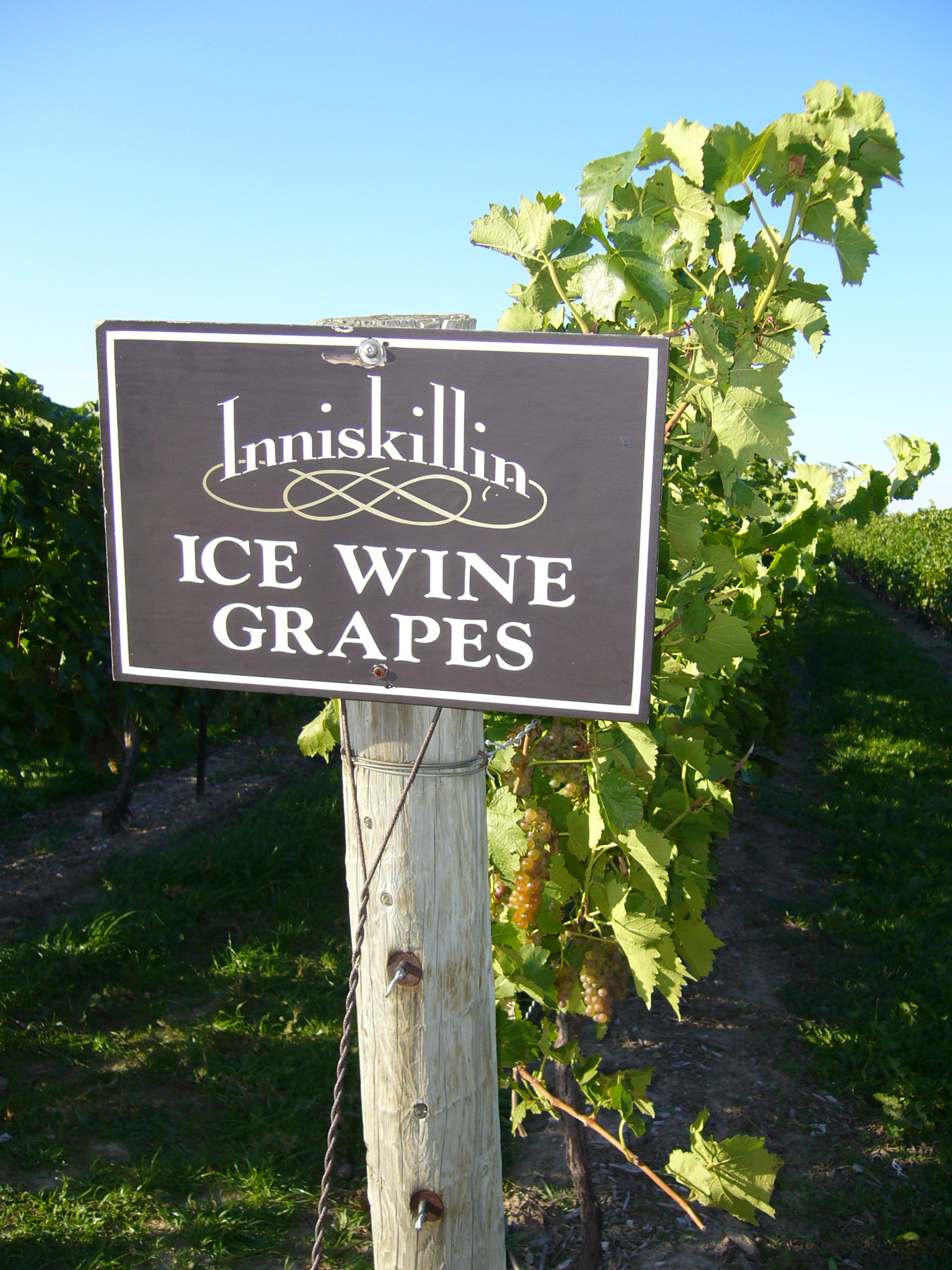
Videiras de vinho de gelo em Inniskillin. A vinícola foi a primeira no Canadá a produzir vinho de gelo para fins comerciais, em 1984

Em 1983, as vinícolas de Niagara, Inniskillin e Reif Estate Winery, bem como Hillebrand e Pelee Island Winery, duas vinícolas com enólogos austríacos situadas em outra parte de Ontário, deixaram uvas em suas vinhas na tentativa de produzir vinho de gelo. Inniskillin e Reif perderam toda a sua safra para pássaros famintos, enquanto Hillebrand e Pelee Island conseguiram colher uma quantidade mínima de uvas congeladas. Em 1984, a vinícola Inniskillin foi a primeira no Canadá a produzir vinho de gelo para fins comerciais, produzido em 1984 sob a direção do co-proprietário austríaco da vinícola, Karl Kaiser. O vinho é frequentemente mencionado como o primeiro vinho de gelo do Canadá. Kaiser usou redes para proteger suas vinhas e conseguiu produzir a bebida. Este vinho foi feito a partir de uvas Vidal e foi rotulado como "Eiswein".
Após a produção de vinho de gelo estabelecer uma base comercial, o vinho de gelo canadense rapidamente se tornou popular entre os consumidores e críticos domésticos. Outros produtores e regiões canadenses adotaram a ideia, uma vez que os rigorosos invernos canadenses são propícios para a produção em grande escala. O reconhecimento internacional do vinho de gelo canadense aconteceu em 1991, quando o vinho de gelo Vidal de 1989 da Inniskillin ganhou o Grand Prix d'Honneur na Vinexpo. A tendência canadense em direção ao aumento do cultivo de variedades de uvas Vitis vinifera (europeias) na década de 1990 ampliou a paleta de variedades disponíveis para serem afetadas pela geada. No início dos anos 2000, o Canadá se consolidou como o maior produtor de vinho de gelo do mundo. Em 2001, a União Europeia permitiu a importação de vinho de gelo canadense, reconhecendo assim a equivalência de padrões.

## Produtores de vinho de gelo

### Canadá

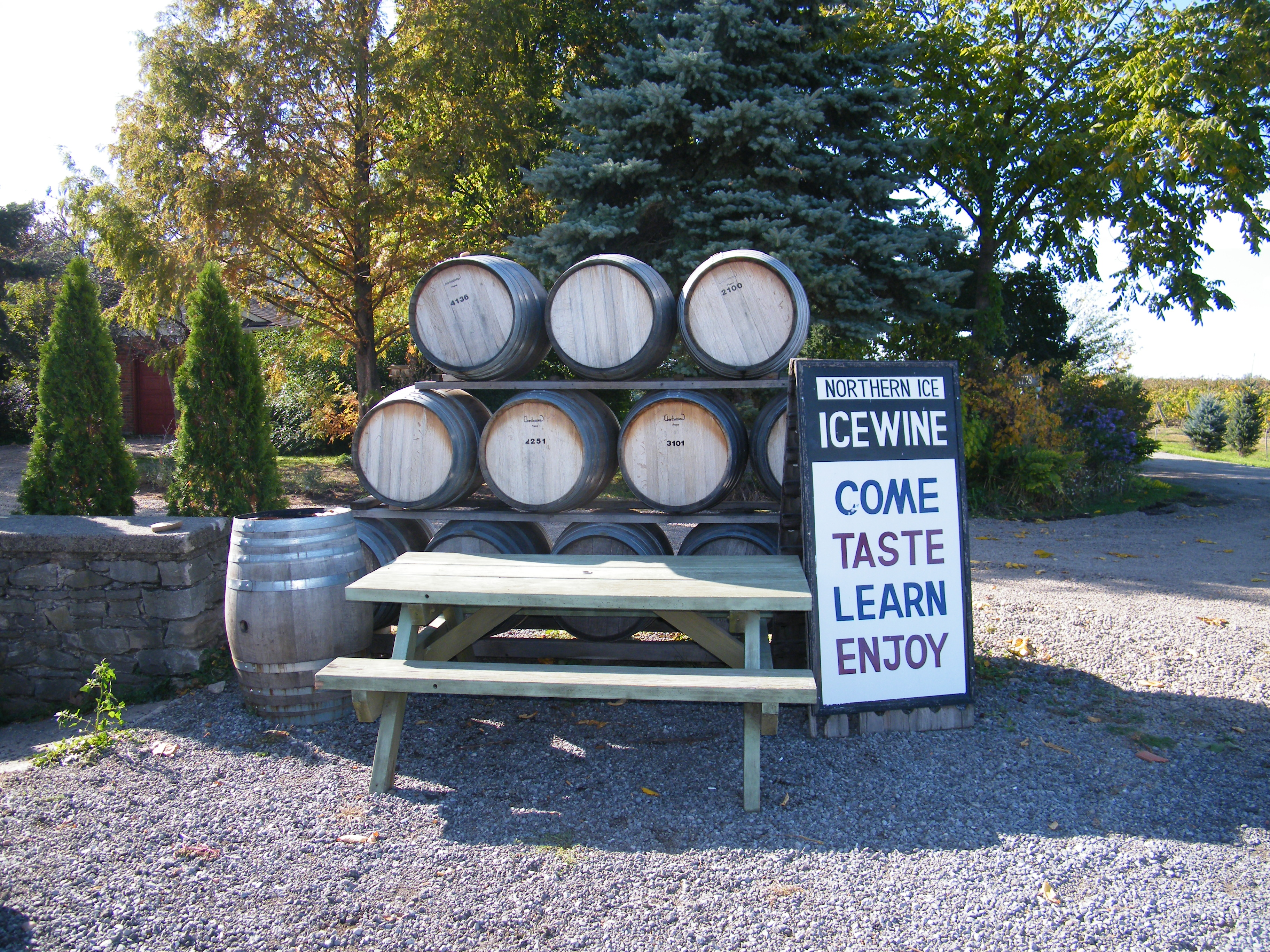
Barris de vinho do lado de fora da The Ice House Winery. A vinícola é uma das muitas vinícolas da Península de Niagara que produzem vinho de gelo

Em contraste com a maioria das outras regiões produtoras de vinho, o Canadá, particularmente a Península de Niagara, passa consistentemente por congelamentos no inverno e tornou-se o maior produtor mundial de ice wine. Como resultado, o Canadá produz um volume maior de vinho de gelo do que todos os outros países juntos. Aproximadamente 90% de todo o vinho de gelo produzido no Canadá provém de vinícolas baseadas em Ontário, com vinícolas produzindo aproximadamente 800.000 litros de ice wine em 2016. No entanto, ele também é produzido em todas as outras províncias produtoras de vinho do Canadá, incluindo Colúmbia Britânica, Quebec e Nova Escócia. A produção de vinho de gelo é regulamentada pela Vintners Quality Alliance nas províncias de Colúmbia Britânica e Ontário. Se o nível de açúcar nas uvas medir menos de 35° Brix, então elas não podem ser usadas para vinho de gelo, um mínimo consideravelmente mais alto do que o do Eiswein alemão. Essas uvas são frequentemente rebaixadas para uma designação inferior, como Special Select Late Harvest ou Select Late Harvest. As regras canadenses foram ainda mais apertadas na Colúmbia Britânica em 2000 depois que um produtor, lidando com o inverno ameno de 1999, moveu uvas para as montanhas em busca de temperaturas de congelamento.
Embora Pelee Island Winery e Hillebrand tenham sido as primeiras produtoras comerciais de vinho de gelo do Canadá, iniciando a produção em 1983, Inniskillin Wines é considerada a produtora de vinho de gelo canadense mais conhecida, por ser a primeira vinícola canadense a ganhar um importante prêmio internacional, o Grand Prix d’Honneur na Vinexpo de 1991 na França, com seu Vidal Icewine de 1989 (que tecnicamente era uma importação ilegal para a UE), colocando os vinhos de gelo canadenses no cenário mundial. Na década de 2000, Pillitteri Estates Winery emergiu como a maior produtora de ice wine de propriedade particular do mundo. Em novembro de 2006, o produtor canadense Royal DeMaria lançou cinco caixas de vinho de gelo Chardonnay com um preço de meio garrafa fixado em C$ 30.000, tornando-o o vinho mais caro do mundo.

### Europa

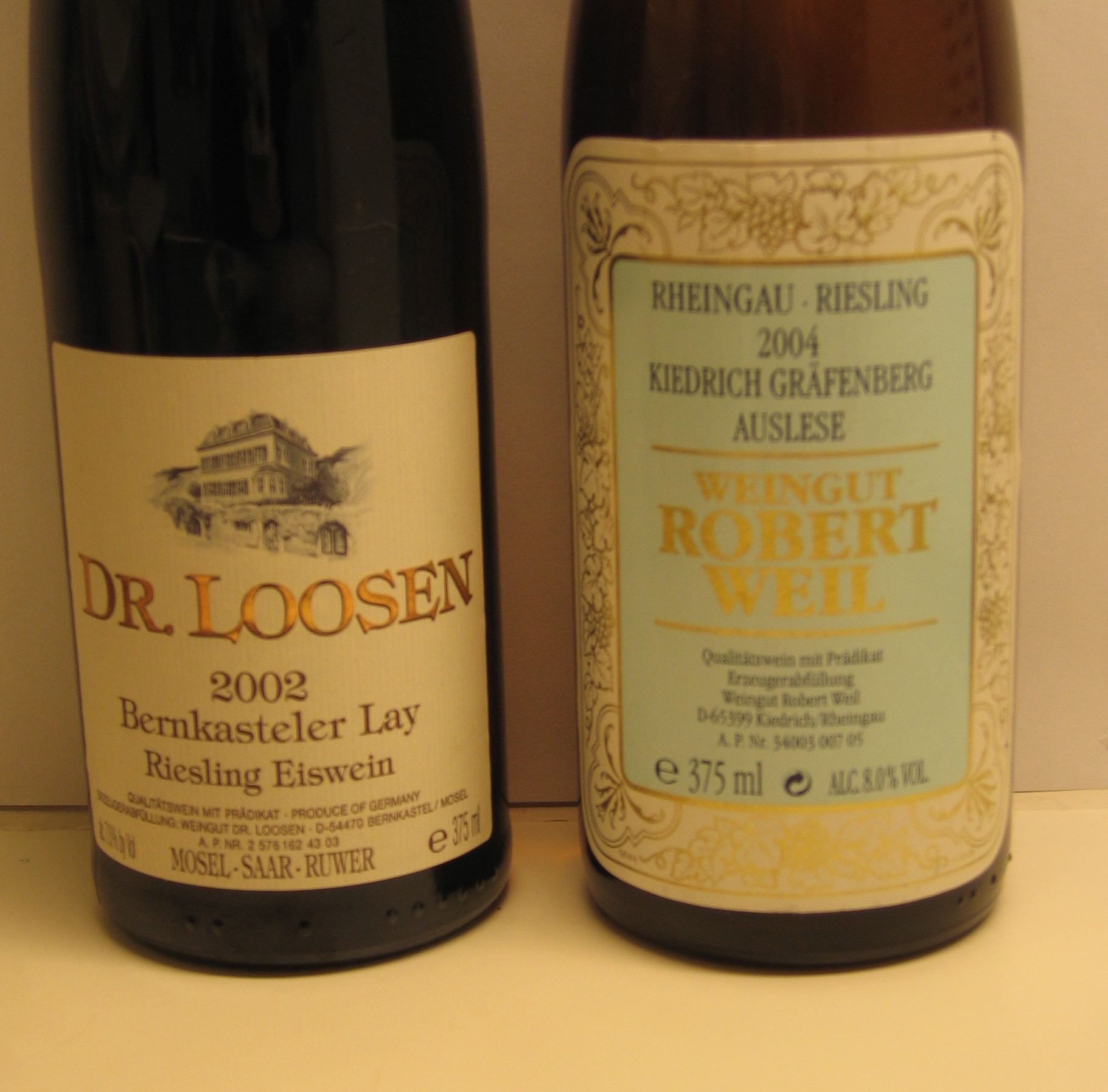
Eiswein produzido por Ernst Loosen, uma vinícola sediada no Reno Palatinado

Os vinhos de gelo mais famosos (e caros) são os Eiswein alemães, mas o vinho de gelo também é produzido em países europeus como Áustria, Croácia, República Tcheca, Dinamarca, França, Geórgia, Hungria, Itália, Lituânia, Luxemburgo, Moldávia, Polônia, Romênia, Eslováquia, Eslovênia, Espanha, Suécia e Suíça, pelo menos em menor quantidade. Eiswein faz parte da categoria de qualidade Prädikatswein na classificação de vinhos alemães. O termo em francês Vin de glace faz parte da classificação de vinhos em Luxemburgo, mas não na França, no entanto, às vezes é encontrado nas raras garrafas de vinho de gelo produzidas na Alsácia. Na maior parte da França, o clima é muito quente para a produção de vinho de gelo.

### Japão
A região de Furano, em Hokkaido Central, Japão, produz um vinho de gelo a cada inverno na Vinícola Furano. Devido à pequena quantidade produzida anualmente, ele é feito em lotes limitados e vendido apenas na própria vinícola, a 3,3 quilômetros da Estação Furano. O vinho de gelo de Furano Wine ainda é produzido apenas na versão tinta.

### Estados Unidos
Vinícolas do norte de Michigan continuam a seguir as leis alemãs que determinam quais vinhos se qualificam como vinho de gelo, que estipulam que o vinho de gelo deve ser colhido apenas quando as uvas estiverem congeladas na videira. Em 2002, seis vinícolas de Michigan produziram mais de 13.000 meias-garrafas de vinho de gelo, um recorde na época. Um número crescente de vinícolas perto do Lago Erie, especialmente na Pensilvânia, Nova York e no Condado de Ashtabula, Ohio, também produzem vinho de gelo.
A lei dos Estados Unidos para vinhos de gelo especifica que as uvas devem ser congeladas naturalmente. As regulamentações do TTB (Departamento Fiscal e Comercial) estabelecem que "O vinho feito a partir de uvas congeladas após a colheita não pode ser rotulado com o termo ice wine ou qualquer variação do mesmo, e se o vinho for rotulado sugerindo que foi feito a partir de uvas congeladas, o rótulo deve ser qualificado para mostrar que as uvas foram congeladas após a colheita."

## Produção

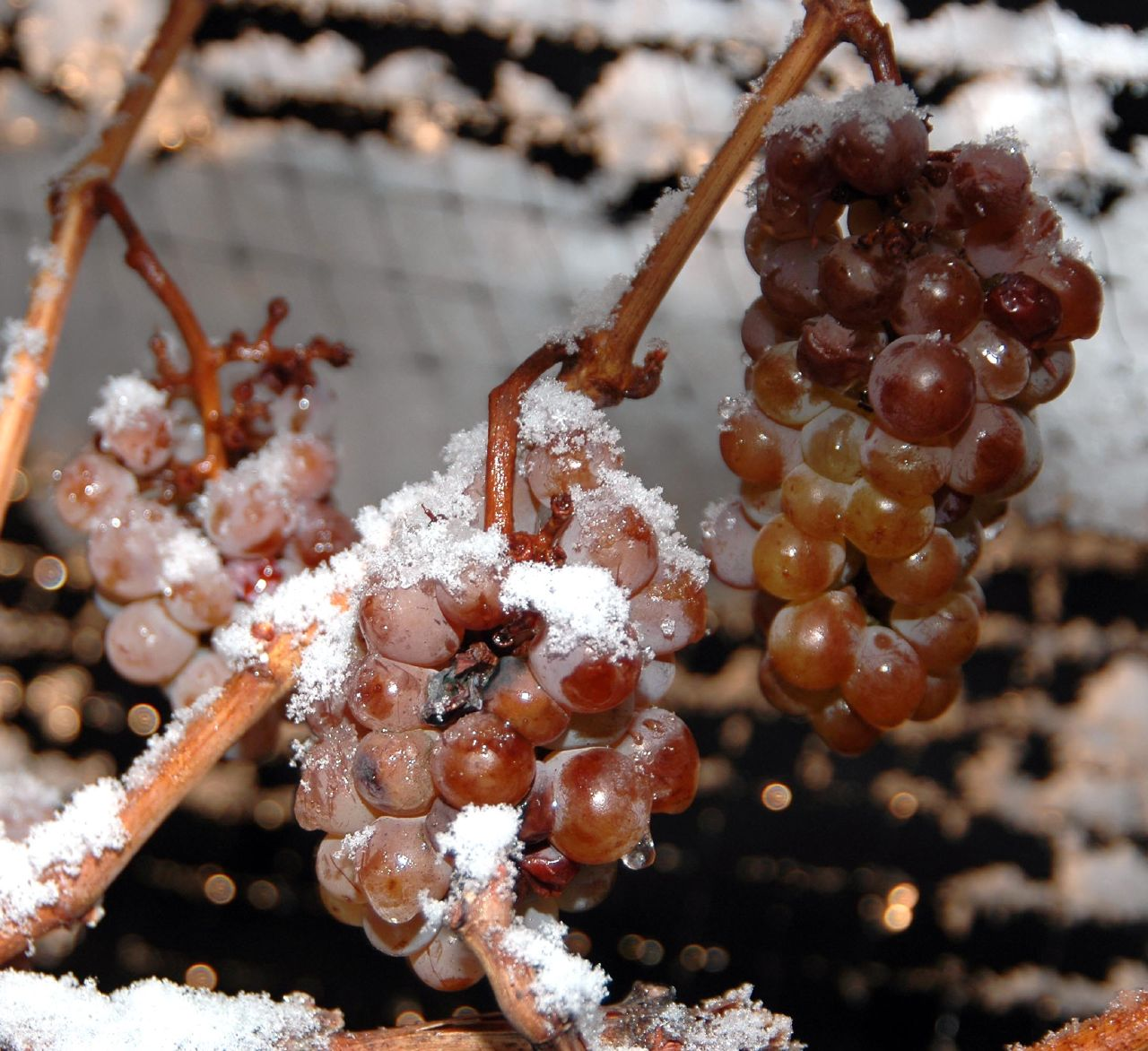
Uvas para vinho de gelo congelando em uma vinícola de Niagara. A maioria dos países produtores de vinho de gelo exige que as uvas sejam congeladas naturalmente para receber essa denominação

Os vinhos de gelo naturais requerem uma forte geada (por lei no Canadá, −8 °C ou mais frio, e na Alemanha −7 °C ou mais frio) para ocorrer algum tempo depois que as uvas estiverem maduras, o que significa que as uvas podem permanecer na videira por vários meses após a colheita normal. Se o congelamento não ocorrer rapidamente, as uvas podem apodrecer e a safra será perdida. Se o congelamento for muito intenso, não será possível extrair suco. A Vinícola Vineland em Ontário chegou a quebrar sua prensa pneumática nos anos 1990 ao pressionar as uvas congeladas porque estavam muito duras (a temperatura estava próxima de −20 °C). Quanto mais se adia a colheita, mais frutas se perdem para animais selvagens e frutas caídas. Como a fruta deve ser prensada enquanto ainda está congelada, os colhedores muitas vezes têm que trabalhar à noite ou muito cedo pela manhã, colhendo as uvas em poucas horas, enquanto os trabalhadores da adega devem trabalhar em espaços sem aquecimento.
O alto nível de açúcar no mosto leva a uma fermentação mais lenta do que o normal. Pode levar meses para completar a fermentação (em comparação com dias ou semanas para vinhos regulares) e cepas especiais de leveduras devem ser usadas. Devido ao menor rendimento dos mostos de uva e à dificuldade de processamento, os vinhos de gelo são significativamente mais caros do que os vinhos de mesa. Eles são frequentemente vendidos em volume de meia garrafa (375 ml) ou na ainda menor garrafa de 200ml. Vinícolas do Novo Mundo, em particular, às vezes engarrafam pacotes de presente de 200 ml e 50 ml.

### Requisitos
Os requisitos mínimos de peso do mosto para o vinho de gelo são os seguintes, nas medidas usadas no respectivo país:
- Para o Eiswein alemão, de 110 a 128 graus Oechsle, o mesmo que para Beerenauslese, dependendo da região (zona vitivinícola) e variedade de uva.[29]
- Para o Eiswein austríaco, 25 graus KMW, o mesmo que para Beerenauslese,[30] correspondendo a 127 °Oechsle.[31]
- Para o ice wine canadense, 35 graus Brix,[27] correspondendo a 153,5 °Oechsle.[32]
- Para o Vin de glace de Luxemburgo, 120 °Oechsle.

### Crioextração
Na Áustria, Alemanha, EUA e Canadá, as uvas devem congelar naturalmente para serem chamadas de vinho de gelo. Em outros países, alguns vinicultores usam crioextração (congelamento mecânico) para simular o efeito de uma geada e normalmente não deixam as uvas penduradas por períodos prolongados, como é feito com vinhos de gelo naturais.
A crioextração é o processo pelo qual as uvas são congeladas com refrigeração e depois prensadas. Os vinicultores submetem as uvas a temperaturas em torno de -7 graus Celsius e as prensam enquanto ainda estão congeladas. Os cristais de gelo permanecem na prensa, enquanto o suco concentrado é extraído. O vinho resultante se assemelha ao vinho de gelo. O processo de destilação por congelamento é semelhante em seus efeitos concentradores, embora ocorra após a fermentação.
Esses vinhos não tradicionais às vezes são chamados de "vinhos de geladeira". Um exemplo é o Vin de Glacière da Bonny Doon ou o Vin Glace do King Estate (feito com uvas Pinot gris de Oregon). A lei vinícola alemã proíbe completamente os métodos de congelamento pós-colheita, mesmo que não sejam rotulados como "Eiswein".

## Variedades de uva

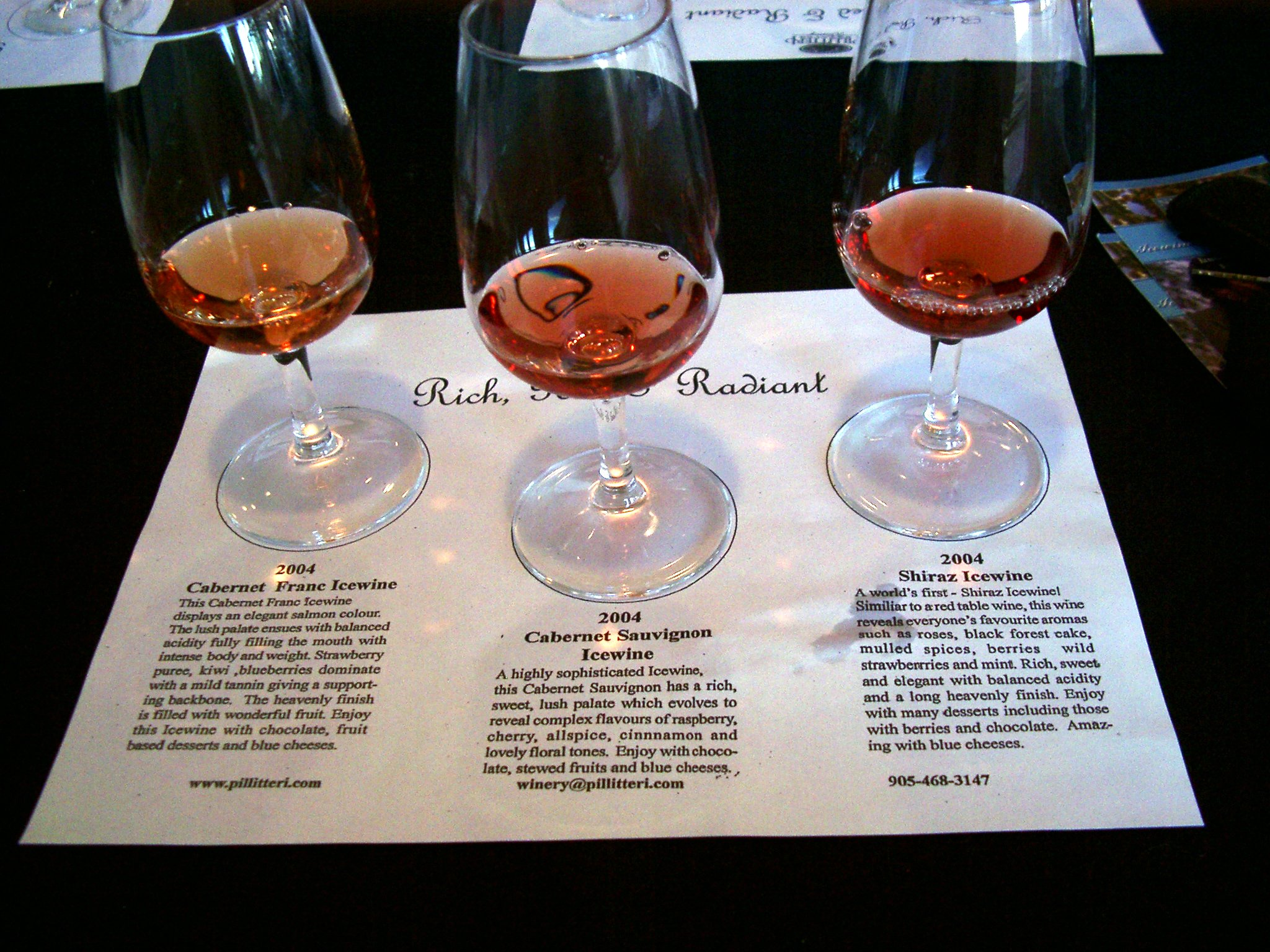
Exemplos de vinhos de uvas vermelhas com gelo, incluindo Cabernet Franc, Cabernet Sauvignon e Syrah da Pillitteri Estates Winery, sediada em Niagara

As uvas típicas utilizadas para a produção de vinho de gelo são Riesling, considerada a variedade mais nobre pelos vinicultores alemães; Vidal, muito popular em Ontário, Canadá; e a uva tinta Cabernet Franc. Muitos viticultores, especialmente do Novo Mundo, estão experimentando fazer vinho de gelo a partir de outras variedades: brancas como Seyval blanc, Chardonnay, Kerner, Gewürztraminer, Muscat Ottonel, Chenin blanc, Pinot blanc e Ehrenfelser, ou tintas como Merlot, Pinot noir e até Cabernet Sauvignon. A Pillitteri Estates Winery, da região de Niagara-on-the-Lake em Ontário, afirma ser a primeira vinícola do mundo a produzir vinho de gelo de Syrah com a safra de 2004, Sémillion e Sangiovese em 2007.
Os vinhos de gelo feitos de variedades brancas tendem a ser de cor amarela pálida ou ouro claro quando são jovens e podem maderizar (adquirindo uma cor âmbar dourada profunda) à medida que envelhecem. As variedades tintas tendem a ter uma cor borgonha clara ou até rosa, semelhante à dos vinhos rosé, uma vez que a maceração das cascas no líquido prensado, tipicamente usada na produção de vinhos tintos, obviamente não é possível na produção de vinho de gelo.

## Características
Embora seja normal que o teor de açúcar residual em vinho de gelo varie de 180 g/L até valores tão altos quanto 320 g/L (com uma média na faixa de 220 g/L), o ice wine é muito refrescante (em vez de enjoativo) devido à sua alta acidez. (A acidez titulável no vinho de gelo quase sempre está acima de 10 g/L.)
O vinho de gelo geralmente tem um teor alcoólico ligeiramente mais baixo do que o vinho de mesa regular. Alguns vinhos de gelo Riesling da Alemanha têm um teor alcoólico tão baixo quanto 6%. Os vinhos de gelo produzidos no Canadá geralmente têm um teor alcoólico mais alto, entre 8 e 13 por cento. Na maioria dos anos, os vinhos de gelo do Canadá geralmente têm um grau Brix mais alto (peso do mosto) em comparação com os da Alemanha. Isso se deve em grande parte aos invernos mais consistentes no Canadá. Mosto com grau Brix insuficiente não pode ser transformado em vinho de gelo, e é frequentemente vendido como "colheita tardia seleção especial" ou "colheita tardia seleção" por uma fração do preço que o verdadeiro vinho de gelo comanda.